# 赤沼杏奈
赤沼 杏奈（あかぬま あんな、1990年6月19日 - ）は、日本の女性タレント、ニューボーンフォトグラファー。旧芸名で、白木 杏奈（しらき あんな）、がある。
愛知県名古屋市出身。元ジールアソシエイツ所属。

## 略歴
- 2001年 - 白木杏奈として舞夢プロに所属。
- 2002年 - NHK教育『天才てれびくんシリーズ』にてれび戦士として3年間出演。
- 2007年 - 音楽の勉強のため舞夢プロを退所。
- 2014年4月 - T&E Corporation準採用作詞家となる[1]。
- 2014年 - 赤沼杏奈としてジールアソシエイツに所属。
- 2019年3月 - 2017年11月に結婚していたことを自身のTwitter,instagramで発表した。

## 出演

### 舞台
- すくすくぽん!クリスマスショー
- 赤毛のアン
- GANg
- ココ・スマイル2

### テレビ番組
- 天才てれびくんシリーズ（NHK教育テレビ） - てれび戦士
  - 天才てれびくんワイド（2002年4月8日 - 2003年4月3日）
  - 天才てれびくんMAX（2003年4月7日 - 2005年3月31日）
- KID'S NEWS（2005年4月 - 2007年3月、テレビ朝日） - 司会

### テレビアニメ
- LAST EXILE（2003年4月7日 - 9月29日、テレビ東京） - アルヴィス・E・ハミルトン 役[2]

### ゲーム
- O・TO・GI 〜百鬼討伐絵巻〜（2003年12月25日、フロム・ソフトウェア） - 碓氷貞光 役

### ラジオ番組
- 天使のたまご（ミュージックバード）
- アイドル・ザ・パンチ（かつしかFM）

### CM
- CBCテレビ「ぱっかウケCBC」

## 書籍

### 雑誌連載
- De☆View（勁文社）
- ラブベリー（徳間書店）
- prolog vol.23（2003年）